# Aphonopelma helluo
Aphonopelma helluo là một loài nhện trong họ Theraphosidae.
Loài này thuộc chi Aphonopelma. Aphonopelma helluo được Eugène Simon miêu tả năm 1891.